# Varadaraju Sundramoorthy
Varadaraju Sundramoorthy (in tamil வரதராஜு சுந்தரமூர்த்தி; Singapore, 6 ottobre 1965) è un allenatore di calcio ed ex calciatore singaporiano, di ruolo attaccante, direttore tecnico della nazionale laotiana.

## Statistiche

### Cronologia presenze e reti in Nazionale
| Cronologia completa delle presenze e delle reti in nazionale ― Singapore | Cronologia completa delle presenze e delle reti in nazionale ― Singapore | Cronologia completa delle presenze e delle reti in nazionale ― Singapore | Cronologia completa delle presenze e delle reti in nazionale ― Singapore | Cronologia completa delle presenze e delle reti in nazionale ― Singapore | Cronologia completa delle presenze e delle reti in nazionale ― Singapore | Cronologia completa delle presenze e delle reti in nazionale ― Singapore | Cronologia completa delle presenze e delle reti in nazionale ― Singapore |
| Data                                                                     | Città                                                                    | In casa                                                                  | Risultato                                                                | Ospiti                                                                   | Competizione                                                             | Reti                                                                     | Note                                                                     |
| ------------------------------------------------------------------------ | ------------------------------------------------------------------------ | ------------------------------------------------------------------------ | ------------------------------------------------------------------------ | ------------------------------------------------------------------------ | ------------------------------------------------------------------------ | ------------------------------------------------------------------------ | ------------------------------------------------------------------------ |
| 28-5-1983                                                                | Singapore                                                                | Singapore                                                                | 2 – 1                                                                    | Malaysia                                                                 | Giochi del Sud-est asiatico 1983                                         | 1                                                                        |                                                                          |
| 1-6-1983                                                                 | Singapore                                                                | Singapore                                                                | 5 – 0                                                                    | Filippine                                                                | Giochi del Sud-est asiatico 1983                                         | -                                                                        |                                                                          |
| 4-6-1983                                                                 | Singapore                                                                | Singapore                                                                | 4 – 0                                                                    | Brunei                                                                   | Giochi del Sud-est asiatico 1983                                         | -                                                                        |                                                                          |
| 4-6-1983                                                                 | Singapore                                                                | Singapore                                                                | 1 – 2                                                                    | Thailandia                                                               | Giochi del Sud-est asiatico 1983                                         | -                                                                        |                                                                          |
| 14-12-1983                                                               | Singapore                                                                | Singapore                                                                | 1 – 0                                                                    | Cina                                                                     | 1983 Merlion Cup                                                         | -                                                                        |                                                                          |
| 16-12-1983                                                               | Singapore                                                                | Singapore                                                                | 2 – 4                                                                    | Australia                                                                | 1983 Merlion Cup                                                         | -                                                                        |                                                                          |
| 9-12-1985                                                                | Bangkok                                                                  | Indonesia                                                                | 0 – 1                                                                    | Singapore                                                                | Giochi del Sud-est asiatico 1985                                         | 1                                                                        |                                                                          |
| 13-12-1985                                                               | Bangkok                                                                  | Singapore                                                                | 3 – 0                                                                    | Brunei                                                                   | Giochi del Sud-est asiatico 1985                                         | -                                                                        |                                                                          |
| 15-12-1985                                                               | Bangkok                                                                  | Singapore                                                                | 2 – 2 dts (8-7 dtr)                                                      | Malaysia                                                                 | Giochi del Sud-est asiatico 1985                                         | -                                                                        |                                                                          |
| 18-12-1985                                                               | Bangkok                                                                  | Thailandia                                                               | 2 – 0                                                                    | Singapore                                                                | Giochi del Sud-est asiatico 1985                                         | -                                                                        |                                                                          |
| 24-8-1986                                                                | Singapore                                                                | Singapore                                                                | 0 – 1                                                                    | Canada                                                                   | 1986 Merlion Cup                                                         | -                                                                        |                                                                          |
| 26-8-1986                                                                | Singapore                                                                | Singapore                                                                | 4 – 0                                                                    | Malaysia                                                                 | 1986 Merlion Cup                                                         | 1                                                                        |                                                                          |
| 28-8-1986                                                                | Singapore                                                                | Indonesia                                                                | 1 – 8                                                                    | Singapore                                                                | 1986 Merlion Cup                                                         | 2                                                                        |                                                                          |
| 30-8-1986                                                                | Singapore                                                                | Corea del Nord                                                           | 2 – 0                                                                    | Singapore                                                                | 1986 Merlion Cup                                                         | -                                                                        |                                                                          |
| 1-9-1986                                                                 | Singapore                                                                | Cina                                                                     | 3 – 0                                                                    | Singapore                                                                | 1986 Merlion Cup                                                         | -                                                                        |                                                                          |
| 3-9-1986                                                                 | Singapore                                                                | Singapore                                                                | 1 – 2                                                                    | Cina                                                                     | 1986 Merlion Cup                                                         | -                                                                        |                                                                          |
| 6-9-1986                                                                 | Singapore                                                                | Canada                                                                   | 1 – 0                                                                    | Singapore                                                                | 1986 Merlion Cup                                                         | -                                                                        |                                                                          |
| 7-9-1986                                                                 | Singapore                                                                | Singapore                                                                | 0 – 4                                                                    | Arabia Saudita                                                           | Amichevole                                                               | -                                                                        |                                                                          |
| 13-5-1986                                                                | Singapore                                                                | Singapore                                                                | 1 – 2                                                                    | Indonesia                                                                | Amichevole                                                               | -                                                                        |                                                                          |
| 24-8-1989                                                                | Kuala Lumpur                                                             | Singapore                                                                | 1 – 1                                                                    | Thailandia                                                               | Giochi del Sud-est asiatico 1989                                         | 1                                                                        |                                                                          |
| 26-8-1989                                                                | Kuala Lumpur                                                             | Singapore                                                                | 4 – 0                                                                    | Birmania                                                                 | Giochi del Sud-est asiatico 1989                                         | 1                                                                        |                                                                          |
| 28-8-1989                                                                | Kuala Lumpur                                                             | Singapore                                                                | 1 – 0                                                                    | Indonesia                                                                | Giochi del Sud-est asiatico 1989                                         | -                                                                        |                                                                          |
| 31-8-1989                                                                | Kuala Lumpur                                                             | Malaysia                                                                 | 3 – 1                                                                    | Singapore                                                                | Giochi del Sud-est asiatico 1989                                         | -                                                                        |                                                                          |
| 13-9-1990                                                                | Singapore                                                                | Singapore                                                                | 3 – 0                                                                    | Malaysia                                                                 | Amichevole                                                               | 1                                                                        |                                                                          |
| 23-9-1990                                                                | Pechino                                                                  | Corea del Sud                                                            | 7 – 0                                                                    | Singapore                                                                | Giochi asiatici 1990                                                     | -                                                                        | 44’                                                                      |
| 25-9-1990                                                                | Pechino                                                                  | Singapore                                                                | 1 – 5                                                                    | Cina                                                                     | Giochi asiatici 1990                                                     | -                                                                        |                                                                          |
| 27-9-1990                                                                | Pechino                                                                  | Singapore                                                                | 6 – 1                                                                    | Pakistan                                                                 | Giochi asiatici 1990                                                     | 3                                                                        |                                                                          |
| 5-10-1991                                                                | Singapore                                                                | Singapore                                                                | 2 – 0                                                                    | Indonesia                                                                | Amichevole                                                               | -                                                                        |                                                                          |
| 25-11-1991                                                               | Manila                                                                   | Singapore                                                                | 0 – 0                                                                    | Thailandia                                                               | Giochi del Sud-est asiatico 1991                                         | -                                                                        |                                                                          |
| 29-11-1991                                                               | Manila                                                                   | Singapore                                                                | 2 – 0                                                                    | Birmania                                                                 | Giochi del Sud-est asiatico 1991                                         | -                                                                        |                                                                          |
| 4-12-1991                                                                | Manila                                                                   | Filippine                                                                | 0 – 2                                                                    | Singapore                                                                | Giochi del Sud-est asiatico 1991                                         | -                                                                        |                                                                          |
| 19-4-1992                                                                | Singapore                                                                | Singapore                                                                | 1 – 1                                                                    | Malaysia                                                                 | Qual. Coppa d'Asia 1992                                                  | -                                                                        |                                                                          |
| 22-4-1992                                                                | Singapore                                                                | Indonesia                                                                | 2 – 1                                                                    | Singapore                                                                | Qual. Coppa d'Asia 1992                                                  | -                                                                        |                                                                          |
| 26-4-1992                                                                | Singapore                                                                | Singapore                                                                | 0 – 1                                                                    | Cina                                                                     | Qual. Coppa d'Asia 1992                                                  | -                                                                        |                                                                          |
| 5-2-1993                                                                 | Kuala Lumpur                                                             | Malaysia                                                                 | 2 – 1                                                                    | Singapore                                                                | Pestabola Merdeka 1993                                                   | 1                                                                        |                                                                          |
| 9-2-1993                                                                 | Kuala Lumpur                                                             | Thailandia                                                               | 1 – 1                                                                    | Singapore                                                                | Pestabola Merdeka 1993                                                   | -                                                                        |                                                                          |
| 11-4-1993                                                                | Doha                                                                     | Corea del Nord                                                           | 2 – 1                                                                    | Singapore                                                                | Qual. Mondiali 1994                                                      | 1                                                                        |                                                                          |
| 13-4-1993                                                                | Doha                                                                     | Singapore                                                                | 3 – 2                                                                    | Vietnam                                                                  | Qual. Mondiali 1994                                                      | 1                                                                        |                                                                          |
| 18-4-1993                                                                | Doha                                                                     | Indonesia                                                                | 2 – 0                                                                    | Singapore                                                                | Qual. Mondiali 1994                                                      | 1                                                                        |                                                                          |
| 22-4-1993                                                                | Singapore                                                                | Singapore                                                                | 0 – 3                                                                    | Arabia Saudita                                                           | Amichevole                                                               | -                                                                        |                                                                          |
| 26-4-1993                                                                | Singapore                                                                | Singapore                                                                | 1 – 3                                                                    | Corea del Nord                                                           | Qual. Mondiali 1994                                                      | -                                                                        |                                                                          |
| 2-5-1993                                                                 | Singapore                                                                | Singapore                                                                | 2 – 1                                                                    | Indonesia                                                                | Qual. Mondiali 1994                                                      | 1                                                                        |                                                                          |
| 9-6-1993                                                                 | Singapore                                                                | Singapore                                                                | 7 – 0                                                                    | Filippine                                                                | Giochi del Sud-est asiatico 1993                                         | 1                                                                        |                                                                          |
| 11-6-1993                                                                | Singapore                                                                | Singapore                                                                | 1 – 1                                                                    | Indonesia                                                                | Giochi del Sud-est asiatico 1993                                         | 1                                                                        |                                                                          |
| 15-6-1993                                                                | Singapore                                                                | Vietnam                                                                  | 0 – 2                                                                    | Singapore                                                                | Giochi del Sud-est asiatico 1993                                         | 1                                                                        |                                                                          |
| 17-6-1993                                                                | Singapore                                                                | Singapore                                                                | 3 – 3 dts (4-5 dtr)                                                      | Birmania                                                                 | Giochi del Sud-est asiatico 1993                                         | -                                                                        |                                                                          |
| 19-6-1993                                                                | Singapore                                                                | Singapore                                                                | 3 – 1                                                                    | Indonesia                                                                | Giochi del Sud-est asiatico 1993                                         | 1                                                                        |                                                                          |
| 21-2-1995                                                                | Tauranga                                                                 | Nuova Zelanda                                                            | 3 – 0                                                                    | Singapore                                                                | Amichevole                                                               | -                                                                        |                                                                          |
| Totale                                                                   |                                                                          | Presenze                                                                 | 48                                                                       |                                                                          | Reti                                                                     | 20                                                                       |                                                                          |